# Lữ đoàn Bộ binh 32 Úc
Lữ đoàn Bộ binh 32 được quân đội Úc hình thành trong thế chiến thứ hai. Lữ đoàn được thành lập vào tháng 2 năm 1942, một phần của lực lượng đóng ở Newcastle và sau đó nhập biên chế Sư đoàn Bộ binh 10 Úc. Lữ đoàn bị giải tán khi sư đoàn bộ binh 10 giải tán vào ngày 27 tháng 8 năm 1942.

## Biên chế
Tiểu đoàn Đồn trú 8
Tiểu đoàn Bộ binh 33 Úc
Tiểu đoàn Bộ binh 4 Úc (từ ngày 15 tháng 4 đến ngày 1 tháng 6 năm 1942)